# Yilmaz Tümtürk
Yilmaz Tümtürk es una escritora turca, quien ha publicado tres obras llevadas al cine. La más conocida de estas tres es Seytan, llevada al cine en 1974 (un remake de El Exorcista, de 1973), en la que una niña de doce años es poseída por el Diablo después de practicar la ouija. Su otra novela Siyah Melek trata de la Guerra de Independencia Turca, y fue llevada al cine en 1961 contando con la participación de la actriz Türkan Soray.

## Obras
- Siyah Melek (1961)
- Eyvah (1970)
- Seytan (1974)

- Datos: Q6170013